# عربلو كندي
عربلو كندي هي قرية في مقاطعة بارس أباد، إيران. يقدر عدد سكانها بـ 1152 نسمة بحسب إحصاء 2016.